# Jaybird Coleman
Burl C. „Jaybird“ Coleman (* 20. Mai 1896 in Gainesville, Alabama; † 28. Januar 1950 in Tuskegee, Alabama) war ein US-amerikanischer Bluesmundharmonikaspieler, -gitarrist und -sänger. Obwohl sein Mundharmonikaspiel nicht richtungsweisend war, ist er doch ein gutes Beispiel für den Sound der Mundharmonika im Country Blues der frühen 1930er Jahre.
Coleman war das Kind einer Pächterfamilie und arbeitete und wuchs auf der Farm seiner Eltern auf, die neben ihm noch drei weitere Kinder aufzogen. Im Alter von zwölf Jahren begann er mit dem Mundharmonikaspiel. Er spielte auf Partys für seine Familie und seine Freunde. Mit dem Blues wurde er während seiner Dienstzeit in der US-Army bekannt, wo er im Ersten Weltkrieg in der Truppenbetreuung beschäftigt war. Nach seiner Entlassung übersiedelte er nach Birmingham, Alabama wo er an Straßenecken auftrat und manchmal auch bei der Birmingham Jug Band mitspielte. Seine erste Platte nahm er 1927 auf, seine Aufnahmekarriere endete aber bereits 1930. In den 1930er und 1940er Jahren spielte er als Straßenmusikant in ganz Alabama.
Er starb 1950 an Krebs. 1993 veröffentlichte Document Records seine Werke. Seine Werke sind auch auf vielen verschiedenen Zusammenstellungen von Country Blues  vertreten.

## Diskographische Hinweise
- Jaybird Coleman & The Birmingham Jug Band 1927–1930 (Document)

Auf Zusammenstellungen:
- Richer Tradition: Country Blues and String Band Music 1923-1942 (Man Trouble Blues)
- Goodbye, Babylon (I’m Gonna Cross the River of Jordan)
- The Essential Recordings of Blues Harmonica (Coffee Grinder Blues)[3]